# 模拟饭店系列
模拟饭店，台湾译制名字为酒店大亨（英文：Hotel Giant，直译为酒店钜子）系列是由Enlight Software开发并由JoWood Productions发行的一套經營模擬遊戲。

## 简介
该游戏的玩家扮演酒店的管理者，通过对酒店的管理使得原有酒店由亏损转变为盈利。玩家在一開始時會得到一個正在興建的酒店，玩家可以自行設計房間格局、布置、员工管理乃至一系列商业手段包括登广告等。一切就緒後，便可以開始管理酒店。第二版加強繪圖以及特殊功能。

## 評價
- 遊戲的評價不怎麼好，Metacritic的平均評價僅有54%。
- D+PAD說此遊戲的所有優點「都被大量的缺點所掩蓋，尤其是那粗糙的遊戲重複畫面，連接縫都沒接好。」[2]
- IT Reviews的評價是「不好玩，那些像Sim Tower這種老遊戲都比這個好玩。」[3]

## 版本
该游戏在北美地区的名称为Maximum Capacity: Hotel Giant（意译为最大权限：酒店钜子），目前该系列已有模拟饭店1、2以及DS合共三个系列版本：
- Hotel Giant（2002年5月14日發行）
- Hotel Giant 2（英國於2008年11月21日發行）[4]
- Hotel Giant DS

## 外部連結
- Hotel Giant Official Website （页面存档备份，存于）
- 莫比游戏上的《Maximum Capacity: Hotel Giant》（英文）